# Lorenzo Ceppi
Paolo Lorenzo Ceppi, Conte (Torino, 13 febbraio 1802 – Torino, 2 febbraio 1872), è stato un magistrato, funzionario e politico italiano.

## Biografia
Dopo un breve periodo di apprendistato nella professione forense inizia la carriera nell'ordine giudiziario del Regno di Sardegna, assommando le funzioni di magistrato e funzionario, ed ha preso parte in prima persona alla vita politica torinese.
Collaboratore di Ottavio Thaon di Revel è stato consigliere di Stato, membro, vice-presidente e presidente del Consiglio superiore di sanità, membro della Commissione di liquidazione di antichi crediti nelle province del Regno di Sardegna, direttore del Regio manicomio di Torino e membro del Consiglio generale dell'Amministrazione del debito pubblico. Nella magistratura ha ricoperto le cariche di collaterale della Regia Camera dei conti del Piemonte e consigliere del Magistrato di cassazione (poi Corte di cassazione). Nel 1846 viene nominato conte.
In politica è stato consigliere comunale e vice-sindaco di Torino, consigliere provinciale, segretario del Consiglio provinciale e vicepresidente del Consiglio provinciale. Deputato per due legislature nel 1860 viene nominato senatore nella categoria dei magistrati. Lorenzo Ceppi è padre dell'ingegnere Carlo Ceppi.